# Pierre Gros
Pour les articles homonymes, voir Gros.
Pierre Gros  (né le 7 mai 1939 à Incheville), est un universitaire français, normalien, latiniste, spécialiste de l'archéologie et l'architecture romaines.

## Biographie
Pierre Gros est de formation littéraire et philologique mais s'est spécialisé dans les domaines de l’architecture, de l’urbanisme et de la langue latine, en particulier des textes critiques sur Vitruve. Il est l'auteur de nombreux traités scientifiques sur l'architecture romaine et l'urbanisme ainsi que d'importantes éditions critiques de Vitruve publiées dans la « Collection des Universités de France », dite « Budé ». Il a occupé le poste de professeur de langue latine et de la civilisation à l'Université de Provence Aix-Marseille I, animé de nombreux séminaires et participé à des colloques internationaux à travers le monde. Il est actuellement en retraite.
En 2005 a été édité en son honneur le volume Théorie et pratique de l'architecture romaine : la norme et l'expérimentation : études offertes à Pierre Gros, publié par Xavier Lafon et Gilles Sauron. Il obtient en 2010 le prestigieux prix Antonio-Feltrinelli d'archéologie.

## Cursus universitaire
- Professeur émérite de l’Université de Provence et de l’Institut universitaire de France depuis 2005.

## Distinctions
- Ancien élève de l’ENS Ulm, agrégé de lettres classiques (1963) et docteur d’État (1974)
- Membre de l'École française de Rome
- Directeur de l’Institut de recherches sur l’architecture antique (laboratoire du CNRS)
- Membre du Centre international d’études sur l’architecture Andrea Palladio de Vicence (Italie), le Centro internazionale di studi di architettura Andrea Palladio (CISA Palladio)
- Membre honoraire, promotion 1995, de l'Institut universitaire de France
- Élu à l'Académie des inscriptions et belles-lettres le 27 janvier 2012 au fauteuil de Jacqueline de Romilly, il en est délégué à la séance de rentrée des Cinq Académies du 26 octobre 2017.

## Publications

### Ouvrages
- Pierre Gros, L'Architecture romaine : du début du IIIe siècle av. J.-C. à la fin du Haut-Empire, Paris, Picard, coll. « Manuels d'art et d'archéologie antiques », 1996 (réimpr. 2002, 2011), 1re éd., 503 et 527 p., 29 cm, 2 tomes (OCLC 36799269, BNF 36132811)En deux tomes :
Pierre Gros, « Les Monuments publics », dans Pierre Gros, L'Architecture romaine : du début du IIIe siècle av. J.-C. à la fin du Haut-Empire, t. I, Paris, Picard, coll. « Manuels d'art et d'archéologie antiques », 1996 (réimpr. 2002, 2011), 1re éd., 503 p. (ISBN 2-7084-0500-4 et 978-2-7084-0500-4, OCLC 36430967, BNF 36693514),
Pierre Gros, « Maisons, villas, palais et tombeaux », dans Pierre Gros, L'Architecture romaine : du début du IIIe siècle av. J.-C. à la fin du Haut-Empire, t. II, Paris, Picard, coll. « Manuels d'art et d'archéologie antiques », 1996 (réimpr. 2002, 2011), 1re éd., 527 p. (ISBN 2-7084-0533-0 et 978-2-7084-0533-2, OCLC 490784239, BNF 37223825)

- Storia dell'urbanistica. Il mondo romano, en collaboration avec Mario Torelli, Rome, Laterza, 2007.
- Palladio e l'Antico, Venise, Marsilio, 2006.
- Vitruve et la tradition des traités d'architecture, Collection de l'EFR, Rome, 2006.
- Histoire de la civilisation romaine, coll. « Nouvelle Clio », Paris, PUF, 2005.
- Vitruve, De l'Architecture, livres II, III, IV, CUF, Paris, Belles-Lettres, 1999.
- La France gallo-romaine, Paris, Nathan, 1991, 200 pages,  (ISBN 2-09-284376-1).
- La Gaule narbonnaise, Paris, Picard, 2009, 168 p., 118 ill.  (ISBN 978-2-7084-0833-3)
- Byrsa III. La basilique orientale et ses abords, Collection de l'EFR, Rome, 1985.
- La maison Carrée de Nîmes, en collaboration avec R. Amy, 38e Supplément à Gallia, CNRS, Paris, CNRS, 1979.
- Architecture et société à Rome et en Italie centro-méridionale aux deux derniers siècles de la République, Collection Latomus, Bruxelles, 1978.
- Aurea templa. Recherches sur l'architecture religieuse de Rome à l'époque d'Auguste, BEFAR 231, Rome, EFR, 1976 (thèse).

### Articles
- « La notion d’ornamentum de Vitruve à Alberti », Perspective, 1 | 2010, 130-136 [mis en ligne le 14 août 2013, consulté le 31 janvier 2022. URL : http://journals.openedition.org/perspective/1226 ; DOI : https://doi.org/10.4000/perspective.1226].